# Zarządzanie czasem
Zarządzanie czasem – planowe i systematyczne wykonywanie zadań, zmierzające do osiągnięcia wyznaczonych  celów   

## Procesy zarządzania czasem
Zarządzanie czasem obejmuje procesy wymagane dla zapewnienia osiągnięcia celów we właściwym czasie. Obszar ten obejmuje:
- Wyznaczanie celów – identyfikacja działań, które muszą zostać wykonane dla osiągnięcia celów
- Planowanie – rozdzielanie czasu potrzebnego dla wykonania poszczególnych działań
- Podejmowanie decyzji o sposobie realizacji zadań
- Realizacja – stworzenie harmonogramu działań dla wykonywanych czynności, analizowanie kolejności działań, czasów trwania oraz wymaganych zasobów
- Monitorowanie – kontrolowanie osiągniętych wyników i ewentualna korekta celów

## Przyczyny tracenia czasu
Czas jest zasobem ograniczonym w formacie ilościowym, który co więcej nie daje się cofnąć, składować, nie można go kupić, zwielokrotnić, nie daje się niczym zastąpić i nieustannie upływa. Największym problemem ludzi jest marnowanie czasu. Istnieją dwie podstawowe grupy uwarunkowań marnotrawstwa czasu.

### Wewnętrzne
Pierwsza grupa to uwarunkowania wewnętrzne, czyli czynniki uzależnione od człowieka w tym trzy najważniejsze: brak przemyśleń nad sobą oraz brak uzmysłowienia sobie przemijania czasu; brak wiedzy na temat zarządzania czasem; cechy osobowościowe człowieka.
Do cech sprzyjających marnowaniu czasu zaliczyć można: brak wiedzy, brak doświadczenia, brak motywacji, brak asertywności, niezdyscyplinowanie, niepunktualność, brak porządku, niesystematyczność, brak talentów organizacyjnych, niedbalstwo, flegmatyczność, słaba komunikatywność, gadatliwość, brak ambicji, czy prokrastynacja. Większość to cechy ściśle związane z osobowością człowieka, a więc bardzo odporna na zmiany. Można temu przeciwdziałać przez eliminację lub przekształcenia poprzez przyjęcie innego modelu psychicznego lub też odpowiednio zaprogramowane szkolenia.
Daje się zauważyć, że marnotrawstwo czasu w większości przypadków wynika z faktu, iż człowiek nie działa świadomie a jego postępowanie jest przypadkowe lub kieruje nim w stopniu niedostatecznym. Ogólnie rzecz biorąc większość ludzi nie potrafi racjonalnie gospodarować czasem własnym.

### Zewnętrzne
Druga grupa to czynniki zewnętrzne. Wśród nich wymienić można: drogę do pracy, różnego typu zebrania, kolejki w sklepach i urzędach, telefony i wizyty akwizytorów czy niespodziewanych petentów, przeszkody w pracy płynące z otoczenia (zgiełk, gwar), potrzeba czytania prasy codziennej i fachowej, konieczność oglądania audycji telewizyjnych, awarie urządzeń, instalacji, zasilania, niepunktualność interesantów czy znajomych, tłok uliczny itd.